# لينا كوستنكو
لينا فاسيليفنا كوستنكو (بالأوكرانية: Ліна Василівна Костенко)‏ ((بالأوكرانية: Ліна Василівна Костенко), ولدت في 19 مارس, 1930 في رجيشخيف، كييف أوبلاست, في الجمهورية الأوكرانية السوفيتية الاشتراكية في الاتحاد السوفيتي) هي شاعرة وكاتبة أوكرانية، حاصلة على جائزة شيفتشينكو الوطنية (1987).
كوستنكو هي الرائدة بين الشعراء الأوكرانيين في عقد الستينيات. بدأت هذه المجموعة النشر خلال الخمسينيات وبلغت ذروتها في أوائل الستينيات. نشرت كوستنكو أول أشعارها في الخمسينيات في أكبر الدوريات الأوكرانية.

## حياتها

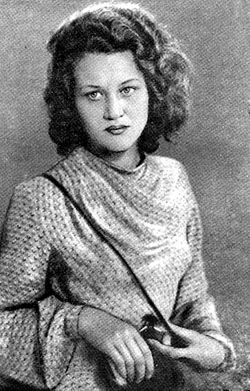
صورة التقطت للكاتبة الاوكرانية لينا كوستنكو سنة 1948

ولدت كوستنكو في عائلة من المعلمين. في عام 1936 انتقلت من رجيشخيف إلى كييف، حيث أنهت تعليمها الثانوي.
تخرجت لينا بامتياز من معهد مكسيم غوركي للأدب في موسكو في عام 1956. بعد تخرجها، نشرت ثلاث مجموعات شعرية في 1957 و1958 و1961. أصبحت هذه الكتب ذان شعبية كبيرة لدى القراء الأوكرانييين، إلا أنها اضطرتها إلى الامتناع عن النشر، لعدم رغبتها في الخضوع إلى السلطات السوفياتية.
نشرت مجموعتها الرئيسية التالية عام 1977، أي بعد 16 عاما من الانقطاع. تبعتها بعدة مجموعات أخرى، بالإضافة إلى كتاب الأطفال ملك الليلك. في عام 1979 أنتجت أحد أعظم أعمالها، وهي الرواية التاريخية الشعرية ماروسيا تشوراي، عن مغنية شعبية الأوكرانية من القرن السابع عشر. أحدث مجموعة لها هي  بيريستيتشكو، قصيدة تاريخية بطول كتاب.
في عام 1999 حصلت على الأستاذية الفخرية من الجامعة الوطنية في كييف - أكاديمية موهيلا.

## الجوائز
- جائزة أنتونوفيتش (1989)

## الأعمال الشهيرة
- أشعة من الأرض (1957)
- أشرعة (1958)
- تسكع القلب (1961)
- على شاطئ النهر الخالد (1977)
- الأصالة (1980)
- ماروسيا تشوراي (1979)
- حديقة التماثيل المتجمدة (1987)
- ملك الليلك (1987)
- أعمال مختارة (1989)
- ملاحظات مجنون أوكراني (2010)

## وصلات خارجية
- قصائد كوستنكو (بالأوكرانية: )
- بعض أغاني وأشعار لينا كوستنكو